# II. Umbertó olasz király
II. Umbertó (Racconigi, 1904. szeptember 15. – Genf, Svájc, 1983. március 18.) olasz királyi herceg, III. Viktor Emánuel lemondása után,  1946. május 9-étől Olaszország utolsó királya. Alig egy hónapig, a királyság megszűnéséig uralkodott, ezért gyakran "májusi királyként" (Re di Maggio) is emlegetik. Ezen kívül Ciprus, Jeruzsálem és Örményország címzetes királya. A Savoyai-ház tagja.

## Élete

### Ifjúkora
Umbertó a piemonti Racconigiban született, III. Viktor Emánuel és Ilona montenegrói királyi hercegnő harmadik gyermekeként. Mivel ő volt az első fiú, ő lett a trónörökös, és ezzel együtt megkapta a Piemont hercege címet. Az ifjú herceg katonai nevelésben részesült, apja már fiatal korában fontos szerepet szánt neki mind katonai, mind diplomáciai területen. Először az Északi majd a Déli Hadsereg parancsnokává nevezik ki, noha ténylegesen ezeket Benito Mussolini irányította. 1924-ben már állami delegációt vezet Dél-Amerikába: közel három hónapos útja során meglátogatta Argentínát, Brazíliát, Uruguayt és Chilét. 1928-ban és 1934-ben is ő vezette a kelet-afrikai gyarmatra, az Olasz-Szomáliföldre induló delegációt. 1929. október 24-én, Brüsszelben sikertelen merényletet követtek el ellene. A diplomáciai utakon kívül, egészen 1944-ig távol tartotta magát a politikától.

### A második világháborúban
A háború kitörésekor a Nyugati Hadsereg parancsnoka volt, ő vezette a dél-franciaországi olasz inváziót. Franciaország kapitulációja után nem kapott újabb parancsnoki tisztséget, ennek ellenére 1942. október 29-én Olaszország marsalljává (Maresciallo d’Italia) léptették elő.
A szövetségesek előretörésével egyre kétségesebbé vált a fasiszta rezsimhez asszisztáló Viktor Emánuel megítélése, így Róma felszabadítását követően a király minden megmaradt hatalmát — a királyi címet kivéve — átruházta Umbertóra, kinevezve őt a királyság főparancsnokává (Luogotenente Generale del Regno).

### Olaszország utolsó királya
1946. május 9-én, a köztársaság létrehozásáról szóló népszavazás jobb eredményében bízva, III. Viktor Emánuel lemondott a trónról fia, Umbertó javára. Noha Umbertó herceg népszerűbb volt apjánál, személye nem volt elég a királyság megtartásához: a június 2-án megtartott népszavazáson 54,3 – 45,7 arányban a köztársaságpártiak győztek. Ennek következtében 1946. június 12-én II. Umbertó lemondott a trónról, és Alcide De Gasperi kikiáltotta az Olasz Köztársaságot.

### Száműzetésben
Umbertó ezután száműzetésbe vonult, és nem tért vissza többet Olaszországba, mivel a Savoyai család minden férfi tagját kitiltották az országból (egészen 2002-ig). 37 évet élt száműzetésben a portugáliai Cascaisben, ezalatt sokat utazott. A svájci Genf városában halt meg 1983-ban. Franciaországban, a Savoie megyei Hautecombe apátságban temették el, a Savoyai-ház ősi temetkezőhelyén, Károly Félix szárd–piemonti király közelében. Az olasz kormány képviselői nem vettek részt temetésén.

### Magánélete
1930. január 8-án kötött házasságot I. Albert belga király leányával, Marie-José hercegnővel. A házasságból négy gyermek született: 
- Maria Pia hercegnő (1934–), aki 1955-ben a Karađorđević-házból származó Sándor jugoszláv királyi hercegnek (1924–2016), a Jugoszláv Királyság korábbi régensének felesége lett, házasságukból négy gyermek született (két ikerpár, 1958-ban és 1963-ban). 1967-ben elváltak. 2003-ban Maria Pia hercegnő Mihály Bourbon-pármai herceghez (1926–2018), René Bourbon–parmai herceg fiához ment feleségül.
- Vittorio Emanuele, Nápoly hercege (1937–2024), aki 1971-ben a svájci Marina Ricolfi Doria vízisí-bajnoknőt vette feleségül. 2002-ben az olasz kormány engedélyével Olaszországba költöztek.
- Maria Gabriella hercegnő (1940–), aki 1969-ben a nagyiklódi Robert Zellinger de Balkany-hoz (1931–2015) ment feleségül,
- Maria Beatrice hercegnő (1943–), aki 1970-ben az argentínai Luis Rafael Reyna-Corvalán y Dillon-hoz (1939–1999) ment feleségül.

## Fordítás
- Ez a szócikk részben vagy egészben  az   Umberto II of Italy című angol Wikipédia-szócikk fordításán alapul.  Az eredeti cikk szerkesztőit annak laptörténete sorolja fel. Ez a jelzés csupán a megfogalmazás eredetét és a szerzői jogokat jelzi, nem szolgál a cikkben szereplő információk forrásmegjelöléseként.

| Előző uralkodó: III. Viktor Emánuel | Olasz király 1946 Savoyai-ház | Következő uralkodó: a királyság megszűnt |